# Cementiri Santa María Magdalena de Pazzis
El Cementiri Santa María Magdalena de Pazzis és un cementiri de l'era colonial al Vell San Juan de Puerto Rico. Es va fundar el 28 de maig de 1814 com a part de la política sanitària de la Corona Espanyola per abolir els enterraments als temples que eren la causa de moltes epidèmies. La construcció del cementiri es va fer entre 1863 i 1885 sota l'auspici d'Ignacio Mascaró. El cementiri està localitzat als afores de les muralles del Fort Sant Felip del Morro. L'altura mitjana de la muralla és de 12 metres i el seu ample té entre 4,6 a 6,1 metres. El seu nom és en honor de Santa Maria Magdalena de Pazzi.